# Изобильненское водохранилище
Изоби́льненское водохрани́лище (укр. Ізобільницьке водосховище, крымскотат. Körbekül yapma gölü, Корьбекуль япма голю) — водохранилище в Алуштинском регионе Крыма. Расположено на реке Улу-Узень. Названо по расположению на юго-западе села Изобильное.
Изобильненское водохранилище — самое глубокое водохранилище Крыма. Максимальная глубина 70 м. Проектный объём водохранилища — 13,25 млн м³. Площадь водного зеркала при нормальном подпорном уровне — 0,61 км². Длина водохранилища — 4 км. Длина береговой линии — 5,5 км.

Образовано в 1979 году для водоснабжения Большой Алушты. Используется для орошения. Проектированием гидроузла занимался крымский филиал института «Укргипроводхоз» Минводхоза УССР (ныне «Крымгипроводхоз»). Строительство велось силами СМУ-630 треста «Киевгидроспецстрой» в 1979 году. Плотина земляная, высотой 70 м и длиной 550 м.

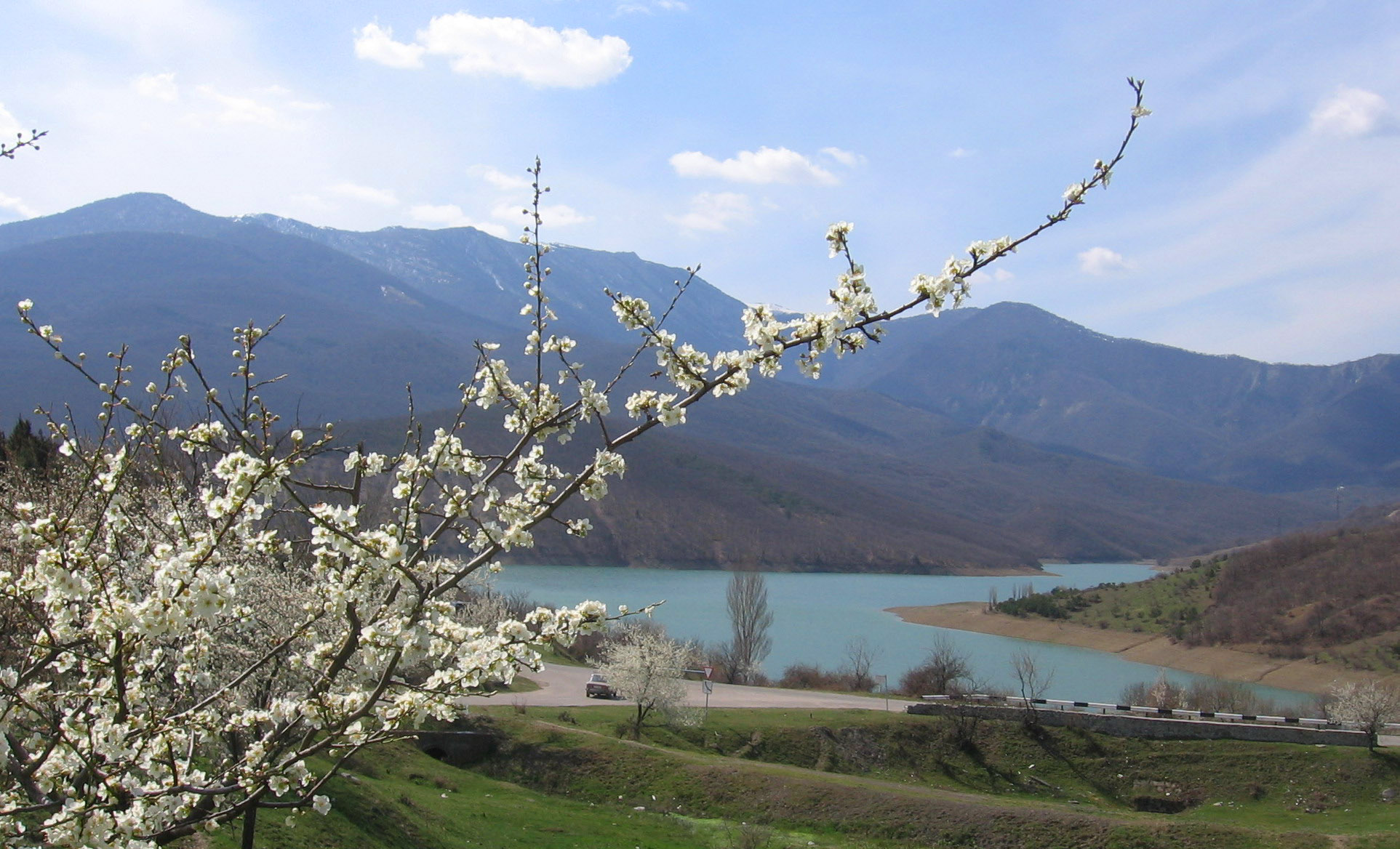
Изобильненское водохранилище, вид с окраины села Изобильное